# گمرک کوهستک
گمرک کوهستک یک بنای تاریخی مربوط به دوره پهلوی دوم است که در شهر کوهستک شهرستان سیریک استان هرمزگان واقع شده است.
ساختمان این گمرک سه طبقه است و نشانی از قدمت تجارت و صادرات در این شهر دارد. این اثر در تاریخ ۲۶ دی ۱۳۸۶ با شمارهٔ ثبت ۲۰۵۳۳ به‌عنوان یکی از آثار ملی ایران به ثبت رسیده است.
در سال۱۳۹۶ این بنا از سوی اداره‌‌کل میراث فرهنگی هرمزگان مرمت شده است.